# Venlonia

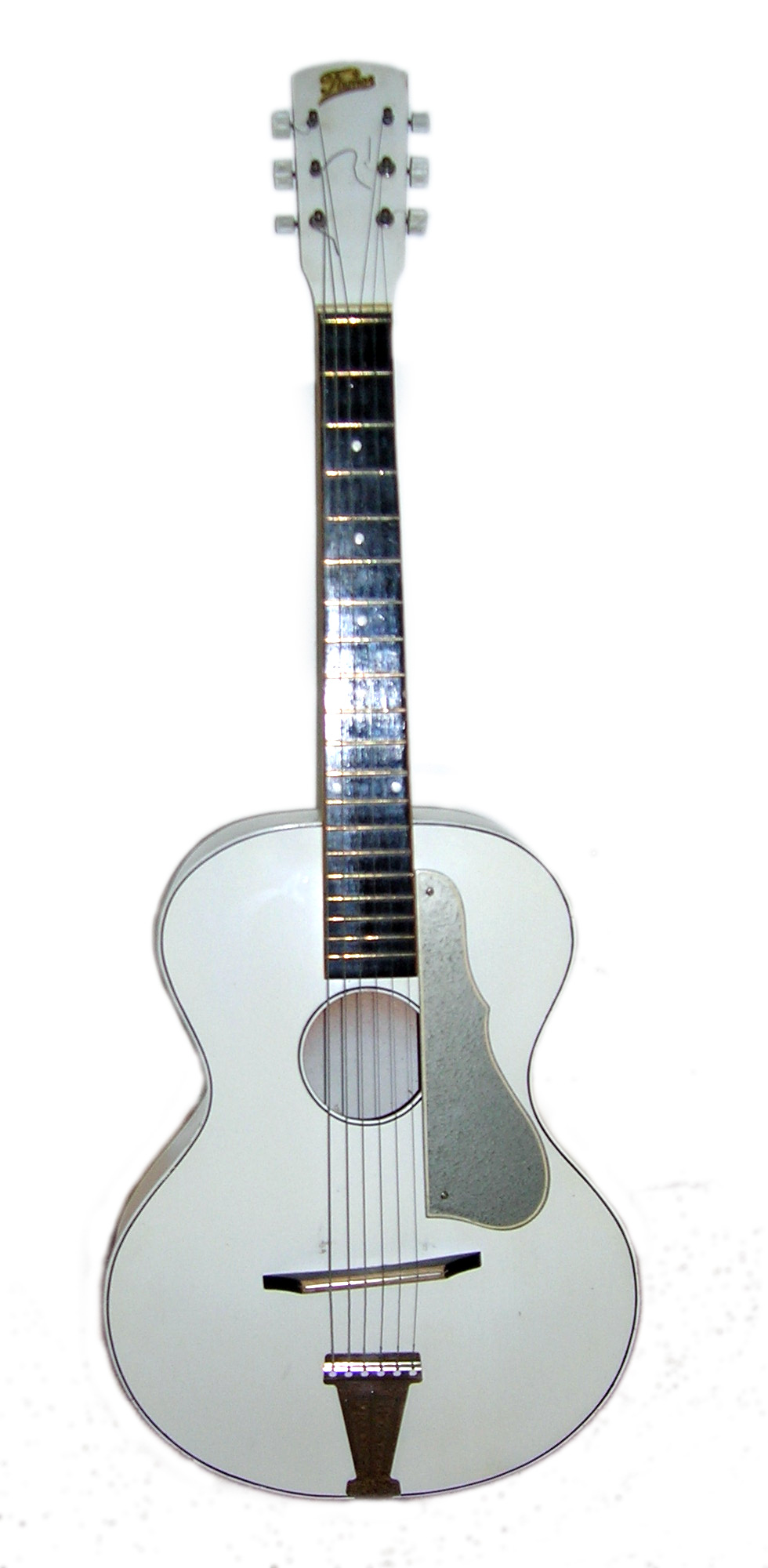
Een Famos gitaar, een merk van Venlonia

Venlonia was een Nederlands gitaarmerk uit het Limburgse Venlo.

## Geschiedenis
Venlonia werd opgericht door de vioolbouwer Hay Schreurs (1921-2002), een houtbewerker die al op zijn vijftiende begon met het bouwen van mandolines en violen. In 1939 besluit hij een bedrijf op te richten en vanaf 1945 produceert hij voornamelijk gitaren. In 1959 begint hij gitaren te bouwen in een atelier. Op het hoogtepunt heeft het bedrijf meer dan 16 man personeel en produceert Venlonia tienduizenden gitaren per jaar.

## Merken
Venlonia produceerde mandolines, mandola's, banjo's, banjola's, gitaren onder de merknamen: Venlonia, Unicon, Magic (waaronder de Magic m2v) en Famos. De laatste naam is een verwijzing naar Framus, een Duits gitaarmerk waar de naam en het logo veel op lijken.

## Wetenswaardigheden
De merknaam Famos wordt tegenwoordig gebruikt door een producent van roestvrijstalen ziekenhuisbenodigdheden.